# Maurice Chevit
Maurice Chevit (Parijs, 31 oktober 1923 – Saint-Maurice (Val-de-Marne), 2 juli 2012) was een Frans acteur. Na de Tweede Wereldoorlog maakte hij zijn debuut. Hij speelde veel filmrollen, maar was vooral een toneelacteur.

## Filmografie
- Le père tranquille (1946)
- L'arche de Noé (1947)
- Contre-enquête (1947)
- Histoires extraordinaires à faire peur ou à faire rire... (1949)
- Entre onze heures et minuit (1949, niet op aftiteling)
- Clara de Montargis (1951)
- Sous le ciel de Paris (1951, niet op aftiteling)
- La belle que voilà (1951, niet op aftiteling)
- Votre dévoué Blake (1954)
- Les hussards (1955)
- Chantage (1955)
- À pied, à cheval et en voiture (1957)
- Deuxième bureau contre inconnu (1957)
- Rapt au deuxième bureau (1958)
- Sputnik (1958)
- Le gorille vous salue bien (1958)
- La moucharde (1958)
- Croquemitoufle (1959)
- Grabuge à Chioggia (1960)
- Un beau dimanche de septembre (1960)
- L'homme à l'oreille cassée (1960)
- Le mariage (1961)
- Famous Love Affairs (1961, niet op aftiteling)
- Le jubilée (1961)
- Comment réussir en amour (1962)
- Kickengrogne (1962)
- Mesdemoiselles Armande (1962)
- Le maître de Ballantrae (1963)
- Le glaive et la balance (1963)
- Tante Aurore viendra ce soir (1963)
- Les gorilles (1964)
- Relaxe-toi chérie (1964)
- Les baisers (1964)
- Compartiment tueurs (1965)
- La famille Green (1965)
- Sacrés fantômes (1966)
- Un otage (1966)
- Astérix le Gaulois (voice) (1967)
- La malédiction de Belphégor (1967)
- Spéciale dernière (1967)
- Un auteur à succès (1967)
- Les bas-fonds (1968)
- L'auvergnat et l'autobus (1969, niet op aftiteling)
- Un otage (1970)
- L'âne de Zigliara (1970)
- Le grillon du foyer (1972)
- La belle affaire (1973)
- Président Faust (1974)
- Carnet trouvé chez les fourmis (1974)
- L'ingénu (1975)
- Azev: le tsar de la nuit (1975)
- La folle de Chaillot (1976)
- Dis bonjour à la dame (1977)
- Zoo ou L'assassin philanthrope (1977)
- Le sucre (1978)
- Molière (1978)
- Les bronzés font du ski (1979)
- Les fabuleuses aventures du légendaire Baron de Munchausen (1979)
- Le coup de sirocco (1979)
- Revenir en décembre (1979)
- Le cri du silence (1979)
- La petite valise (1980)
- Le légataire universel (1981)
- Signé Furax (1981)
- Le vieil homme et la ville (1981)
- Le truqueur (1982)
- Thérèse Humbert (1983)
- Par ordre du Roy (1983)
- U Catenacciu (1983)
- Le lion de Saint-Marc (1983)
- La femme ivoire (1984)
- Jacques le fataliste et son maître (1984)
- Le bonheur à Romorantin (1984)
- Insomnies de monsieur Plude (1984)
- Dernier banco (1984)
- Leave All Fair (1985)
- Les copains de la Marne (1985)
- L'histoire en marche: Le serment (1985)
- Terre classée (1985)
- I Douce France (1986)
- Mon beau-frère a tué ma soeur (1986)
- De guerre lasse (1987)
- Le passager du Tassili (1987)
- Lévy et Goliath (1987)
- La comédie du travail (1988)
- Le mari de la coiffeuse (1990)
- Je t'ai dans la peau (1990)
- La veuve Guillotin (1990)
- Un ascenseur pour l'an neuf (1990)
- L'huissier (1991)
- 588 rue paradis (1992)
- L'honneur de la tribu (1993)
- Machinations (1995)
- Sept ans et demi de réflexion (1995)
- Je m'appelle Régine (1996)
- Ridicule (1996)
- L'embellie (1996)
- XY, drôle de conception (1996)
- Les chiens ne font pas des chats (1996)
- Ultima hora (1996)
- XXL (1997)
- Elles (1997)
- C'est la tangente que je préfère (1997)
- Une femme très très très amoureuse (1997)
- Nini (1997)
- Madame Jacques sur la Croisette (1997)
- Pédagogie (1997)
- Ce sera du gâteau (1998)
- Le regard d'un ami (1998)
- Meurtres sans risque (1998)
- Voyages (1999)
- Babel (1999)
- À vot' service (1999)
- Anna en Corse (2000)
- La veuve de Saint-Pierre (2000)
- Toute la ville en parle (2000)
- C'est pas si compliqué (2000)
- Jean et Monsieur Alfred (2000)
- Le timide (2001)
- Entre deux rails (2001)
- L'homme du train (2002)
- Le miroir d'Alice (2002)
- L'homme torche (2002)
- Les rebelles de Moissac (2002)
- Paraboles (2003)
- Laisse tes mains sur mes hanches (2003)
- Alice ou Le cul des autres... (2003)
- Mon fils d'ailleurs (2004)
- Le cou de la girafe (2004)
- L'homme qui venait d'ailleurs (2004)
- Haute coiffure (2004)
- Ma vie en l'air (2005)
- Le pressentiment (2006)
- En marge des jours (2007)

## Televisieseries
- En votre âme et conscience (1958, 1959 en 1967)
- Les cinq dernières minutes (1961, 1962, 1980 en 1981)
- La caméra explore le temps (1961-1964), 7 afleveringen
- Le trésor des 13 maisons (1961)
- L'inspecteur Leclerc enquête (1962)
- Les diamants de Palinos (1964)
- Thierry la Fronde (1965)
- Corsaires et flibustiers (1966)
- Schulmeister, espion de l'empereur (1974)
- Au théâtre ce soir (1977)
- Peter Voss, der Millionendieb (1977)
- Médecins de nuit (1978)
- La filière (1978)
- Kick, Raoul, la moto, les jeunes et les autres (1980)
- Fabien de la Drôme (1983)
- La pendule (1984)
- La bavure (1984)
- Cinéma 16 (1985)
- Jeu, set et match (1985)
- Julien Fontanes, magistrat (1986 en 1987)
- Félicien Grevèche (1986)
- L'ami Maupassant (1986)
- Vivement lundi (1988)
- A Mala de Cartão (1988)
- L'agence (1989)
- Marie Pervenche (1990)
- Mayrig (1993)
- Jamais 2 sans toi (1996 en 1997)
- Joséphine, ange gardien (1999)
- Maigret (2003)
- Le grand patron (2004)